# Épagne
Épagne település Franciaországban, Aube megyében. Lakosainak száma 131 fő (2022. január 1.). Épagne Blaincourt-sur-Aube, Précy-Notre-Dame, Précy-Saint-Martin és Saint-Léger-sous-Brienne községekkel határos.

## Népesség
A település népessége az elmúlt években az alábbi módon változott:
| Lakosok száma | 144  | 105  | 107  | 110  | 125  | 127  | 136  | 142  | 142  | 131  |
|               | 1968 | 1982 | 1990 | 2006 | 2013 | 2015 | 2017 | 2019 | 2020 | 2022 |